# Muppet Babies (2018)
Muppet Babies é uma série de animação estadunidense em computação gráfica exibida nos canais Disney Junior e Disney Channel em 23 de março de 2018, como reboot no original da série de animação de mesmo nome de 1984–1991, com público-alvo de crianças das idades de  4 a 7 anos. O  desenho tem versões bebês dos Muppets, incluindo Kermit, o Sapo, Miss Piggy, Urso Fozzie, Gonzo, e Animal, além de um novo Muppet, Pinguim Summer, e a babá que os supervisiona no berçário.
A série terminou em 18 de fevereiro de 2022.

## Personagens
- Kermit (voz de Matt Danner)

Um sapinho que gosta de interpretar aventuras. Ele também toca banjo.
- Piggy (voz da Melanie Harrison[5])

Uma porquinha que se considera uma estrela e tem uma queda por Kermit. Ela fala principalmente com uma voz aguda, mas às vezes se aprofunda bastante quando fica apaixonada ou com raiva.
- Fozzie (voz do Eric Bauza[5])

Um ursinho que adora contar piadas, que fala woga, woga, e também é o melhor amigo do Kermit.
- Gonzo (voz do Benjamin Diskin[5])

Um qualquer que seja que tenha idéias excêntricas e adore fazer acrobacias, também faz muitos amigos em episódios diferentes. Ele é frequentemente visto segurando uma batata.
- Summer (voz da Jéssica DiCicco)

Um pinguim roxo do Pólo Sul que gosta de fazer arte. Ela também tem um coração gentil, é uma nova personagem da série.
- Animal (voz do Dee Bradley Baker[5])

Um monstro frenético que gosta de sempre tocar bateria.
- Miss Nanny (voz do Jenny Slate[5][6])

A zeladora dos Muppet Babies que só é vista dos ombros para baixo. O padrão de suas meias muda para refletir elementos relevantes na trama do episódio. Miss Nanny ganhou uma medalha de ouro em uma disciplina de ginástica no Sport-A-Thon.
- Camilla

é o nome de uma galinha branca e a melhor amiga de Gonzo, que está envolvida nas atividades dos Muppet Babies.
- Priscilla

é um pintinho de Camilla, a cor é amarela
- Beep

é um segundo pintinho da Camilla, a cor é marrom.
- Sr. Statler e Sr. Waldorf (vozes do Eric Bauza e Matt Danner)

Os vizinhos da Senhorita Miss Nanny que costumam comentar sobre as atividades dos Muppet Babies na varanda de sua casa.
- Rizzo (voz de Benjamin Diskin)

Um ratinho que vive no buraco do rato na sala de jogos dos Muppet Babies.
- Bunsen (voz de Eric Bauza)

Um jovem cientista aspirante.
- Beaker (voz de Matt Danner)

Um assistente de Bunsen Honeydew.
- Dr. Teeth (voz de Bill Barretta)

O líder da banda do Electric Mayhem. Ele apareceu no episódio em Muppet Rock, onde viu Animal se apresentar nos bastidores e está interessado em fazê-lo se juntar ao Electric Mayhem. Animal o rejeita por enquanto, pois ele precisa continuar praticando.
- Chef (voz de Matt Danner)

Um cozinheiro prodígio da culinária sueca
- Robin (voz de Eric Bauza)

Um pequeno polliwog que é sobrinho de Kermit. Ele tem uma cauda devido a estar em seu estado de girino.
- Scotter (voz de Ogie Banks)

Uma criança que veste uma jaqueta verde e amarela.
- Skeeter (voz de Cree Summer)

a irmã gêmea atlética de Scooter que usa uma jaqueta roxa inspirada nos esportes, um relógio em forma de beisebol e rabos de porco.

## Produção
Ao contrário da série anterior, a atualização é produzida usando animação gerada por computador e apresenta duas histórias de 11 minutos por episódio.  A série é dirigida a crianças de quatro a sete anos.
Mr. Warburton mais conhecido por criar o  Codename: Kids Next Door  do Cartoon Network, é o produtor executivo Eric Shaw, e ex-escritor da Nickelodeon, SpongeBob SquarePants, é o editor da história e co-produtor. A série foi produzida entre Disney Junior, Odd Bot Animation, Snowball Studios e The Muppets Studio.

### Processo de produção
Em 23 de outubro de 2020, foi relatado que o escritor original Muppet Babies, o escritor original Jeffrey Scott processaria a The Walt Disney Company por usar ideias originadas da série de 1984 sem permissão ou crédito.
Scott também afirmou que apresentou ideias e conceitos para a Disney em 2016 que foram usados sem sua permissão.
Em 27 de janeiro de 2021, a Disney entrou com uma moção para rejeitá-la. A Disney argumenta que Scott não tinha nada para apoiar suas reivindicações e que ele não reivindicou a propriedade dos direitos autorais dos Muppet Babies como propriedade intelectual quando ele pediu falência em 2003. O caso foi encerrado em 31 de março de 2021.